# Котяче око (фільм)
«Котяче око» (англ. Cat's Eye)  — американський фільм жахів 1985 року, екранізація трьох оповідань Стівена Кінга («Карниз», «Корпорація «Кидайте палити»» та «Генерал»  — перші два входять до складу збірки «Нічна зміна», останнє було спеціально написано для цього фільму). Режисером стрічки виступив Льюїс Тіг. Прем'єра відбулася 12 квітня 1985 року.

## Сюжет
У пролозі кіт, що тікає від собаки, чує з вітрини, як дівчинка благає його про допомогу. Він біжить їй на допомогу, але потрапляє в руки лікаря Вінні Донатті.
Дік Моррісон, якому товариш порадив звернутися до корпорації «Кидайте палити», очікує на лікаря. Він погоджується на умови корпорації, та потім із жахом дізнається: якщо він знову запалить, лікар та його помічники катуватимуть його дружину за допомогою електричного струму (це він демонструє на коті), а потім знущатимуться з його десятирічної доньки Фелісії. Вночі Дік не може думати ні про що, окрім цигарок, та знає, що за ним спостерігають службовці корпорації. У шафі він бачить гумові чоботи, з яких стікає вода. Вранці від шафи ведуть сліди.
Ввечері Моррісону ввижаються величезні пачки цигарок та шалені очі, що спостерігають за ним звідусіль. Не витримує тиску Дік тоді, коли його машина стоїть у заторі на розводному мості. Він запалює цигарку, гадаючи, що його ніхто не бачить, та потім помічає чоловіка, який йому привітно махає рукою. Дік поспішає додому, та бачить, що дружину вже забрали до корпорації. Катування його дружини Сінді стало справжнім випробовуванням для Діка. Він розповів правду коханій про корпорацію «Кидайте палити», а вона схвалила його дії.
Моррісон має контролювати свою вагу — якщо в нього з'являться зайві кілограми, його дружині відріжуть мізинця. Спочатку Дік вважає це жартом лікаря, та на вечері помічає, що в дружини товариша, який порадив йому звернутися до корпорації, нема мізинця на правій руці.
У той час, як катували Сінді, котові вдалося втекти з кабінету Донатті. Далі він намагається перебігти автостраду. З казино виходить мафіозі Кресснер — він закладає парі, що машина розчавить тварину. Кіт спричиняє аварію, та лишається неушкодженим. Кресснер бере його до свого помешкання, що розташовано на 43 поверсі хмарочосу. Мафіозі закладає парі з коханцем своєї дружини, Джонні Норрісом — якщо той згодиться на парі, то отримає 20 тис. дол. і буде вільним із його дружиною, якщо ж ні — сяде до в'язниці на довгі десятиліття. Джон має пройти 12-сантиметровим карнизом, що опоясує будівлю. Попри всі перешкоди, він виконує це завдання. Проте Кресснер не звик програвати — він повідомляє Джонові, що його кохана вже мертва — показує йому її голову. Нажаханий Норріс бере ситуацію в свої руки — тепер сам Кресснер має пройти карнизом. Коли чоловіка у ногу клює голуб, він зривається вниз. З-під машини на нього дивиться кіт, що знову втік. Нарешті, тварина дістається Вільмінтона — саме тут мешкає дівчинка Аманда, що кликала його на допомогу. Аманда називає кота Генералом. Та мати не дозволяє лишати кота в домі на ніч — по-перше, він нашкодить папузі Поллі, а по-друге, вона вірить у те, що коти крадуть дихання дитини вночі.
Аманда розповідає батькам, що в її кімнаті живе троль — жахлива істота, схожа на козла. Він вилізає зі стіни вночі, коли дівчинка засинає. Батьки їй не вірять, та вночі це повторюється — троль вбиває папугу і наближається до дівчинки. Генерал пробирається до кімнати по дереву, проганяє злого троля до його діри в стіні, та отримує поранення кинджалом. Мати Аманди переконана в тому, що це кіт вбив папугу, тому, коли нікого не було вдома, вона спіймала Генерала й відвезла його до притулку для тварин. Вночі котові втретє вдалося вирватися: він біжить до Аманди, адже дівчинці знову загрожує троль. Цього разу кіт остаточно справляється в істотою — троль потрапляє до вентилятора. Здивовані батьки бачать залишки троля й дозволяють Генералові лишатися в їхньому будинку. Кіт повільно крадеться до ліжка, де спить дівчинка, лягає їй на груди й облизує Аманді обличчя.

## Персонажі
- Дрю Беррімор — дівчинка (Аманда); Фелісія (донька Діка Моррісона);
- Джеймс Нотон — її батько, Г'ю;
- Джеймс Вудс — Дік Моррісон  — чоловік, що вирішив позбутися згубної звички в корпорації «Кидайте палити»;
- Мері Д'Арсі — його дружина, Сінді;
- Алан Кінг — доктор Вінні Донатті;
- Кенетт Макмілан — Кресснер (мафіозі, що полюбляє встановлювати парі);
- Роберт Гейс — Джонні Норріс  — коханець дружини мафіозі, що зголосився на його парі;
- Кенді Кларк — Селлі Енн;
- Джеймс Ребгорн — п'яний бізнесмен

## Касові збори
Касові збори становили $13,086,298.

## Саундтрек
Музичним лейтмотивом кота Генерала стала кавер-версія пісні «Every Breath You Take» британського рок-гурту The Police (оригінальна версія була недоступна через брак коштів).

## Цікаві факти
- У фільмі є численні посилання на інші твори Стівена Кінга:
  - Джеймс Вудс, наляканий умовами корпорації «Кидайте палити», вдома дивиться фільм «Мертва зона» й каже: «Хто таке пише?!»
  - Мати Аманди у ліжку читає книжку «Кладовище домашніх тварин»
  - За котом женеться сенбернар, що з'являється в творі «Куджо». Також кіт пробігає під авто з наліпкою «Я Крістіна», що взято з оповідання «Крістіна»;
- На столі в Кресснера  — журнал «Penthouse» 1976 року, де вперше було надруковано оповідання «Карниз»;
- Не дивлячись на побажання режисера, кіностудією було вирізано пролог кінофільму, який пояснював мотивацію кота Генерала, тому глядачеві було важко поєднати три сюжети, які показано в стрічці, в одне ціле;
- Оповідання «Інколи вони повертаються» також задумувалося Стівеном Кінгом для включення в цей фільм, проте продюсер Діно Де Лорентіс вважав, що цей твір вартий окремого фільму;
- Рейтинг кінофільму  — PG-13 (дітям до 13 років рекомендовано переглядати в присутності батьків);
- Звуки, які видають Генерал та троль, виконав американський актор Френк Велкер

## Відмінності від оповідань

### «Корпорація «Кидайте палити»»
- Доктор Донатті випробовував катування струмом на кролику. У фільмі, коли Дік вперше заходить до приміщення корпорації, то бачить жінку, яку тільки що катували та винуватого чоловіка. Також в оповіданні Дік мав сина Елвіна (у фільмі — донька Фелісія).

### Карниз
До випробувань Джона у фільмі додається неонова реклама, яку розміщено коло балкона мафіозі. Розповідь обривається на тому моменті, коли Джон очікує на Кресснера з пістолетом — у фільмі ж показано, як Кресснер падає вниз.